# 香港命案列表
香港命案列表記錄香港發生過涉及人命的案件，包括謀殺及誤殺等他殺命案，及部分死因存疑的非他殺懸案，而一般的因自殺、疾病、天災、意外等導至死亡的案件則不在此列。此列表可能並不完全，尚有大量案件由於年代久遠，資料不完整而未被記錄。

## 香港命案列表
- 1920年前 | 1920年代 | 1930年代 | 1940年代 | 1950年代
- 1960年代 | 1970年代 | 1980年代 | 1990年代 | 2000年代
- 2010年代 | 2020年代

## 謀殺罪的刑罰
1966年之前，犯上謀殺、叛國或暴力海盜行為的當然刑罰是死刑。根據懲教署紀錄，1946-1966年間，共有122名犯人被處決。香港最後一次被執行死刑的死囚為越南籍的黃啟基，他於1966年7月3日犯案（青山道中建國貨劫殺案），謀殺罪成依例判繯首死刑。黃啟基上訴至最高法院上訴庭及英國樞密院，仍無法推翻死刑原判。1966年11月16日上午7時1分黃啟基被送上赤柱監獄內的絞刑台，執行香港最後一次的死刑。
於1966至1993年，香港法例雖然列明有死刑，謀殺罪成的犯人都會依法判處繯首死刑，但不會執行，死囚一律自動由英女皇或港督會同行政局赦免，改為終身監禁。1993年4月，香港立法局通過修法，將終身監禁作為法律上最高刑罰，正式廢除死刑。根據香港法例第212章《侵害人身罪條例》第2條，18歲或以上人士一旦被裁定謀殺罪成立，必須一律判處終身監禁。而所有因精神失常犯下謀殺罪者，不分年齡，絕大多數會被判等效於終身監禁的無限期醫院令，而且一般不得假釋。

## 外部連結
- 香港舊報紙 （页面存档备份，存于） - 數碼館藏 - 多媒體資訊系統 香港公共圖書館